# Tyskland ved vinter-PL 2018
Tyskland deltog ved vinter-PL 2018 i Pyeongchang, Sydkorea i perioden 9.-.18. marts 2018.

## Medaljer
| 2018 Pyeongchang | Guld | Sølv | Bronze | Total |
| Tyskland         | 7    | 8    | 4      | 19    |

### Medaljevindere
| Medalje | Navn                                         | Sport         | Event                                 | Dato      |
| ------- | -------------------------------------------- | ------------- | ------------------------------------- | --------- |
| Guld    | Anna Schaffelhuber                           | Alpint skiløb | Kvindernes styrløb, siddende          | 10. marts |
| Guld    | Anna Schaffelhuber                           | Alpint skiløb | Kvindernes super-G, siddende          | 11. marts |
| Guld    | Andrea Eskau                                 | Skiskydning   | Kvindernes 10km, siddende             | 13. marts |
| Guld    | Anna-Lena Forster                            | Alpint skiløb | Kvindernes super kombineret, siddende | 13. marts |
| Guld    | Andrea Eskau                                 | Skiskydning   | Kvindernes 12.5km, siddende           | 16. marts |
| Guld    | Martin Fleig                                 | Skiskydning   | Mændenes 15km, siddende               | 16. marts |
| Guld    | Anna-Lena Forster                            | Alpint skiløb | Kvindernes slalom, siddende           | 18. marts |
| Sølv    | Andrea Rothfuss                              | Alpint skiløb | Kvindernes styrtløb, stående          | 10. marts |
| Sølv    | Andrea Rothfuss                              | Alpint skiløb | Kvindernes super-G, stående           | 11. marts |
| Sølv    | Andrea Eskau                                 | Langrend      | Kvindernes 12km, siddende             | 11. marts |
| Sølv    | Andrea Rothfuss                              | Alpint skiløb | Kvindernes super kombineret, stående  | 13. marts |
| Sølv    | Anna Schaffelhuber                           | Alpint skiløb | Kvindernes super kombineret           | 13. marts |
| Sølv    | Andrea Eskau                                 | Langrend      | Kvindernes 1.1km, siddende            | 14. marts |
| Sølv    | Andrea Rothfuss                              | Alpint skiløb | Kvindernes storslalom, stående        | 14. marts |
| Sølv    | Andrea Eskau                                 | Langrend      | Kvindernes 5km, siddende              | 17. marts |
| Bronze  | Clara Klug Guide: Martin Härtl               | Skiskydning   | Kvindernes 10km, synshæmmet           | 13. marts |
| Bronze  | Clara Klug Guide: Martin Härtl               | Skiskydning   | Kvindernes 12.5km, synshæmmet         | 16. marts |
| Bronze  | Andrea Eskau Steffen Lehmker Alexander Ehler | Langrend      | 4 x 2.5km mix stafet                  | 18. marts |
| Bronze  | Andrea Rothfuss                              | Alpint skiløb | Kvindernes slalom, stående            | 18. marts |